# Polícia-inglesa-do-norte
Polícia-inglesa-do-norte (nome científico: Leistes militaris) é uma espécie de ave da família Icteridae. É encontrada na América do Sul e Central. No Brasil, é vista na região Amazônica.